# Welf III
Welf III (ur. ok. 1016, zm. 13 listopada 1055 w Bodman) – książę Karyntii od 1047, ostatni przedstawiciel starszej linii dynastii Welfów.

## Życiorys
Welf był synem hrabiego Altdorfu Welfa II oraz Ermentrudy, córki hrabiego Moselgau Fryderyka z Luksemburga. W 1030 po śmierci ojca przejął dobra rodowe położone w Szwabii i Bawarii. Dzięki rodzinnym koneksjom miał znaczne wpływy, poszerzał aktywnie swoje posiadłości – m.in. w 1045 pozyskał część dziedzictwa po hrabiach Ebersbergu. W 1047 cesarz Henryk III Salicki przyznał mu tytuły księcia Karyntii i margrabiego Werony i chociaż Welf praktycznie nie przebywał w tych krajach, podniosło to jego znaczenie polityczne. W 1051 brał udział w wyprawie Henryka III przeciwko Węgrom, pustosząc regiony na północ od Dunaju. Jednak w 1053 przyłączył się do konspiracji przeciwko Henrykowi III prowadzonej przez wygnanego księcia Bawarii Konrada I. Plan zamordowania cesarza i oddania korony Konradowi nie powiódł się z powodu śmierci obu głównych spiskowców (Konrada i Welfa) w 1055. Welf III na łożu śmierci miał wyznać cesarzowi plany i osoby konspiratorów oraz błagać go o przebaczenie. 
Zmarł bezpotomnie, co oznaczało koniec starszej linii dynastii Welfów. Swoje dobra zamierzał przekazać klasztorowi Altdorf, jednak jego matka, Ermentruda, wezwała z Italii swojego wnuka, a siostrzeńca Welfa, Welfa IV aby objął dziedzictwo wymarłej dynastii. Ten zapoczątkował młodszą linię dynastii Welfów.